# 18 - Allein unter Mädchen
18 - Allein unter Mädchen è una serie televisiva tedesca ideata da Hansjörg Thurn, prodotta da Filmproduktions Janus e trasmessa dal 2004 al 2007 dall'emittente ProSieben. Interpreti principali sono David Winter, Bert Tischendorf, Tim Sander, Susan Hoecke, Hannah Herzsprung, Nicolas Kantor, Paula Birnbaum, Lotte Letschert, Carolina Vera, Stefanie Dreyer, Annekathrin Bürger e Fritz Hammel.
La serie si compone di due stagioni, per un totale di 20 episodi (10 per stagione).. Il primo episodio, intitolato Für Jungs verboten, fu trasmesso in prima visione il 9 febbraio 2004; l'ultimo, intitolato Die gestochene Sau, fu trasmesso in prima visione il 12 agosto 2007.

## Trama
Il Mädcheninternat Heiligendorf, diretto da Agnes Mensendiek (poi sostituita da Thomas Steigenberger), è sempre stato un collegio esclusivo riservato alle ragazze, ma ora una circolare del Ministero dell'Istruzione gli impone di accogliere anche i maschi.
Arrivano così i primi quattro ragazzi, Jo, Leo, Maus e Toby, che si trovano a dover convivere con 90 adolescenti dell'altro sesso. Tra queste vi è Vera, una ragazza che non si considera eterosessuale, ma che presto si troverà confusa riguardo ai propri gusti sessuali.

## Produzione

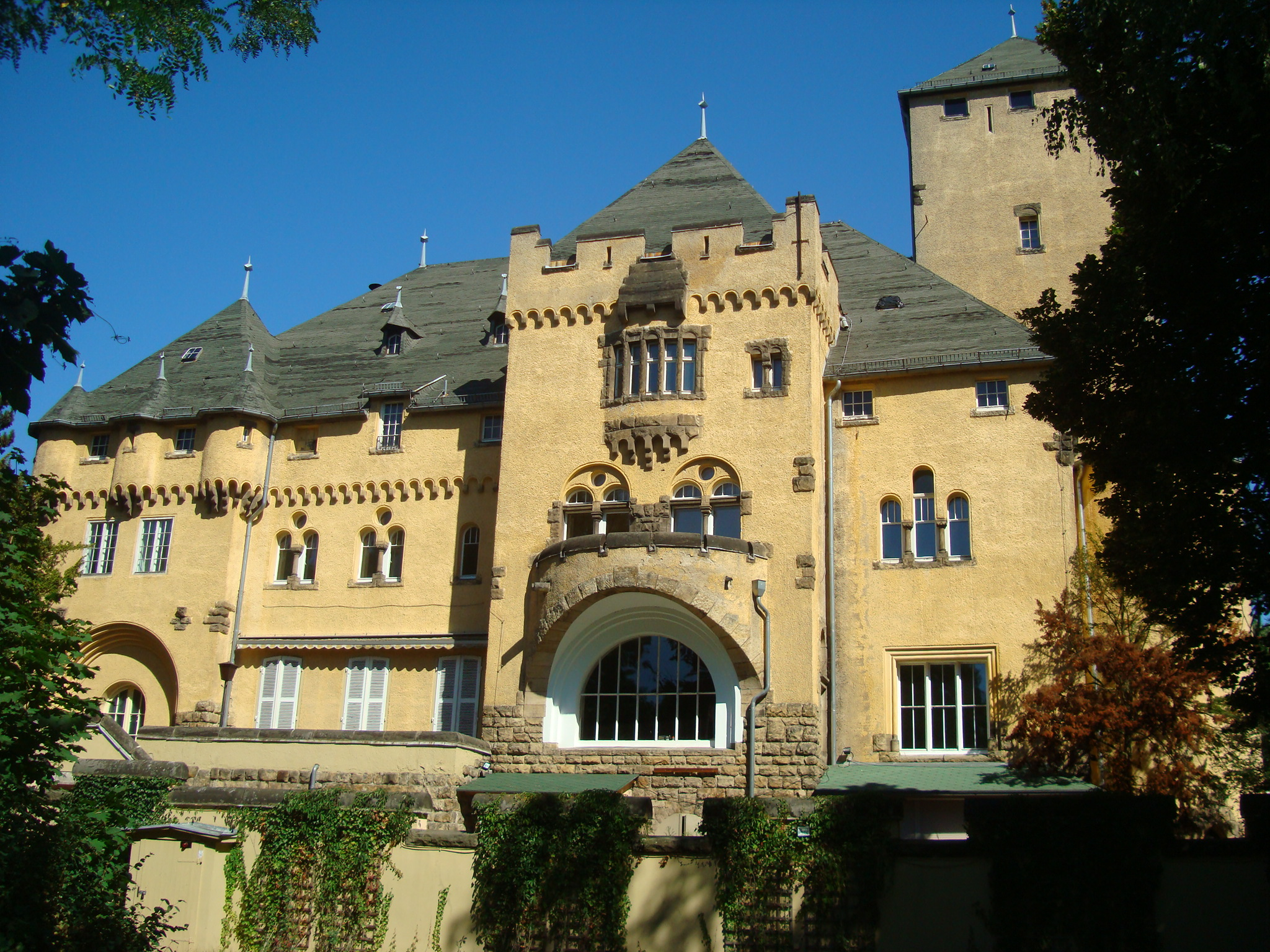
La Neue Hakeburg, location della serie

- La serie è stata girata all'interno di un castello di Kleinmachnow (comune situato a sud di Berlino), la Neue Hakeburg, di proprietà della famiglia Von Hake[7]

## Episodi
| Stagione         | Puntate | Prima TV Germania | Prima TV Italia |
| ---------------- | ------- | ----------------- | --------------- |
| Prima stagione   | 10      | 2004              | inedita         |
| Seconda stagione | 10      | 2007              | inedita         |